# Willy Obrist
Willy Obrist (* 1918 in Langenthal; † 2013) war ein Schweizer Arzt und Psychologe, der eine Reihe von Werken zum Thema „Evolution des Bewusstseins“ (Mutation des Bewusstseins) publizierte. Das zentrale Thema in Obrists Werk ist der Wandel des (europäischen) Welt- und Menschenbildes, der zu der gegenwärtigen religiösen Orientierungskrise führte.

## Leben und wissenschaftliche Arbeit
Willy Obrist trat als Jugendlicher in den Jesuitenorden ein, um dort Philosophie und Geschichte zu studieren. Da ihn das Ordensleben aber nicht befriedigte, verliess er den Orden nach wenigen Jahren, um Medizin zu studieren. Nach Abschluss des Medizinstudiums eröffnete er eine Arztpraxis als Internist und Angiologe in Zürich. Im Alter von etwa 40 Jahren befasste sich Obrist eingehend mit den Schriften von C. G. Jung. Hierdurch beschloss er, seine Praxis aufzugeben, um am C. G. Jung-Institut in Zürich eine Ausbildung zu absolvieren. Nach der Ausbildung wurde er dort selbst Dozent. Zusätzlich wurde er Mitarbeiter in der Stiftung für Humanwissenschaftliche Grundlagenforschung (SHG), einem transdisziplinären Arbeitskreis für Dozenten von Schweizer Hochschulen. Obrist sah es im Folgenden als seine Lebensaufgabe an, den grundlegenden Wandel des Menschen- und Weltbildes, der sich im Verlauf der Neuzeit vollzogen hatte, zu erforschen. In den 1970er-Jahren arbeitete er an einer Synthese zwischen dem Gesamtwerk von C. G. Jung und den neuesten Erkenntnissen aus der Evolutionsforschung, Ethnologie und Religionswissenschaft. Dies führte zur Publikation seines ersten Buchs „Die Mutation des Bewusstseins“ (1980). Im Folgenden weitete Obrist seine Theorie der Bewusstseinsevolution auf die Gesamtevolution aus, was zu seinem Buch über die Evolution „Die Natur – Quelle von Ethik und Sinn“ (1999) führte. Willy Obrist verstarb 2013.

## Methodischer Ansatz
Obrists zentrales Thema ist die Evolution des Bewusstseins. Er selbst definiert Bewusstsein in zweifacher Hinsicht: Als die Fähigkeit, zwischen Ich (Subjekt) und Nicht-Ich (Objekt) zu unterscheiden und, darauf aufbauend, die Fähigkeit des Ich, immer mehr Einzelheiten am Nicht-Ich, das heisst an der objektiven Wirklichkeit, zu unterscheiden. Für den ersten Teil der Definition beruft sich Obrist auf Spiegelversuche mit Schimpansen, die Russell Tuttle durchgeführt hatte und in denen die Schimpansen im Spiegelbild sich selbst zu erkennen schienen. Obrist sieht in diesem Verhalten das erste Aufdämmern von „Bewusstheit“. Evolution definiert Obrist im Sinn einer Höherentwicklung: der Nachweis, dass eine Evolution stattfand, ist dann erbracht, wenn nachgewiesen ist, dass das zu untersuchende System über lange Zeiträume hinweg fortschreitend an Komplexität zugenommen hat. Auf diesen Definitionen baut Obrist seine Theorie von der Mutation des Bewusstseins auf. 

## Mutation des Bewusstseins
Zur Erklärung des Wandels der Weltsicht in Europa setzt Obrist die idealtypische Abfolge von drei Weltbildern an: Die archaische Weltsicht (mit Diesseits/Jenseits; die Zeit der „Hochreligionen“, der Religionen der Griechen, Römer, Juden, Christen, Muslime; die archaische Weltsicht bleibt bis heute in Gestalt der Kirche(n) bestehen). Als Absetzbewegung von der archaischen Weltsicht entwickelten sich allmählich die empirischen Wissenschaften (Positivismus/Materialismus, mit zunehmender Eliminierung der überirdischen Welt, beginnend seit der Renaissance bis heute). Am Ende des 19. Jahrhunderts bestand eine fundamentale Gegensatzspannung zwischen Kirche und materialistischer Wissenschaft, worauf ein Umschlag erfolgte mit Verschmelzung der beiden Weltsichten zu einer „völlig neuen Zeit“ und „neuen Weltsicht“. Den Fortschritt (die Abfolge: Ganzheit -> Aufspaltung -> Gegensatzspannung und daraus resultierend die Entstehung von etwas Neuem) sieht Obrist in Parallele zu jener Gesetzmäßigkeit psychischen Wandels, wie sie (nach C.G. Jung) bei individueller psychischer Entwicklung vor sich geht: Der Gesetzmäßigkeit von „Gegensatzspannung und transzendierender Funktion“ (von Obrist auch „Fulguration“ genannt), die bei Bewusstwerdungsprozessen das Erreichen einer höheren Stufe der Bewusstheit bewirkt. Der konkrete, historische Ablauf vollzog sich so: Als die Tradition (Kirche) an Strahlkraft verlor (Gründe ab dem Spätmittelalter: Verweltlichung der Kirche, Verwissenschaftlichung der Theologie, Veräußerlichung der Frömmigkeit), da schafften Pioniere in der Neuzeit eine Gegenposition (Positivismus). Dagegen wehrten sich die Traditionalisten. Es kam zu erbitterten Kämpfen zwischen Traditionalisten und Positivisten (Gegensatzspannung zwischen Alt und Neu). Der Höhepunkt war am Ende des 19. Jahrhunderts erreicht. Am Anfang des 20. Jahrhunderts kam es zu einer Übersteigung der Gegensätze. Durch Integration der Gegensätze wurde eine Synthese möglich. Die Menschheit steht an der Schwelle zu einem völlig neuen Zeitalter.

### Archaische Weltsicht
Die Entwicklung ging „zu Urzeiten“ von einem distanzlosen Eingebunden- und Ausgeliefertsein an die Umwelt der damals lebenden Menschen aus. In einem langanhaltend voranschreitenden Prozess wurde „der Himmel“ immer weiter von den „sichtbaren Dingen“ abgehoben. Obrist benennt diesen Prozess markant als „Hochschieben des Himmels“. Bei diesem Prozess wurden allmählich zwei Ebenen voneinander abgehoben, der physische Zweig (Welt) und der metaphysische Zweig (Jenseits). Es trat immer deutlicher die für die spätarchaische Zeit charakteristische dualistische Weltsicht von Diesseits/Jenseits zutage.
Vom jenseitigen Bereich glaubte man, er sei von unsichtbaren Wesen bewohnt, die die Fähigkeit haben, auf das Diesseits einzuwirken (Erscheinungen in Traum, Vision; Wunder, Offenbarung). Da man von den jenseitigen Wesen annahm, sie seien dem Menschen überlegen und könnten ihm Gutes oder Böses antun, setzte sich der Mensch kultisch beschwörend mit ihnen auseinander (Magie, Opfer, Riten). Im Lauf der Zeit wurden die ursprünglich sehr umfangreichen metaphysischen Populationen gestrafft. Gab es auf der animistischen Stufe noch Heerscharen von Geistern, finden sich im klassischen Polytheismus nur noch relativ wenige, in ihrem Charakter klar umrissene Götter. Schließlich zeichneten sich Entwicklungen zum Monotheismus ab. Parallel zum Vorgang des Hochschiebens des Himmels bestand eine Tendenz, die jenseitigen Wesen als immer weniger stofflich bzw. als aus einem immer feineren Stoff bestehend aufzufassen. Der evolutionäre Gewinn der Entwicklung war, dass durch diese „Entmaterialisierung des Jenseits“ die Vorstellung des Geistigen im Gegensatz zum Materiellen in die Welt kam: es entstand das Begriffspaar von Materie und Geist. Bei dieser Entmaterialisierung war im europäischen Hoch- und Spätmittelalter eine Grenze erreicht. Die Mutation des Bewusstseins, die sich bis dahin fast ausschließlich auf dem metaphysischen Zweig (Religion) vollzogen hatte, drohte zum Stillstand zu kommen.

### Positivismus
In dieser Situation trat eine „Weichenstellung“ ein, die sich im europäischen Hochmittelalter in Form einer endgültigen Trennung von metaphysischem Zweig (Religion) und physischem Zweig (Welt) vollzog. Der Fortgang der Evolution des Bewusstseins verlagerte sich auf den physischen, empirischen Zweig (Erforschung des Diesseits). Der metaphysische Zweig blieb als mächtiger Block bestehen. In einem mühseligen Prozess bildeten sich über die Jahrhunderte hinweg die empirischen Wissenschaften heraus. Obrist fasst die Entwicklung der neuzeitlichen Wissenschaften unter dem Begriff Positivismus zusammen. Der Positivismus war nach Obrist eine geistige Absetzbewegung von der archaischen Weltsicht (namentlich deren metaphysischem Zweig), die über die Entfaltung der neuzeitlichen Wissenschaften zuerst zum methodischen Positivismus (17. Jahrhundert: Cartesianismus), dann zum weltanschaulichen Positivismus (18. Jahrhundert: Zeitalter der Aufklärung) und dann zum ideologischen Positivismus (Atheismus/Materialismus des 19. Jahrhunderts) führte. Obrist betrachtet das Weltbild des Positivismus/Materialismus lediglich als Weltbild des Übergangs. Der Positivismus war nach diesem Verständnis notwendig, um die Gegenposition zur archaischen Weltsicht aufzubauen. Aus seinem Charakter als Absetzbewegung von der archaischen Weltsicht erklärt sich die Tatsache, dass – aus Gründen der geistigen Hygiene – die Vorstellung einer überirdischen Welt aus dem Weltbild des Positivismus weitgehend eliminiert wurde. Obrist bezeichnet diese Weltsicht deshalb auch als „eliminatorischen Materialismus“.
Die Entwicklung steuerte auf das zu, was Obrist in seinem Grundgedanken vom Prinzip von „Gegensatzspannung und transzendierender Funktion“ ausdrückt. Am Ende des 19. Jahrhunderts (in der Phase des Kulturkampfs) standen sich schliesslich zwei miteinander völlig unvereinbare Arten des Welt- und Selbstverständnisses gegenüber: die noch der archaischen Weltsicht verhaftete Kirche auf der einen Seite, der Positivismus/Materialismus, der die Vorstellung einer jenseitigen Welt aus seinem Weltbild eliminiert hatte, auf der anderen. Es bestand eine fundamentale Gegensatzspannung zwischen Religion/Kirche und Wissenschaft.

### Integration der Gegensätze
Entscheidend für die weitere Entwicklung waren Entdeckungen auf dem Gebiet der Tiefenpsychologie. C. G. Jung erschloss in seiner „Theorie der Vision“ den Projektionsvorgang. Er gelangte zur Überzeugung, dass Visionen nicht den Blick in die jenseitige Welt eröffnen, sondern dass es sich bei dem Geschauten um in der Projektion konkretistisch wahrgenommene Gestaltungen des Unbewussten handelt. Dies liess erkennen, dass alle Vorstellungen von konkreten jenseitigen Wesen sich aus dem auf früheren Stufen der Bewusstseins-Evolution einzig möglichen konkretistischen Verständnis der Gestaltungen des Unbewussten ergeben hatten.
Bei der Integration der gegensätzlichen Anschauungen archaische Weltsicht und Positivismus wurden beide in ihrem Geltungsbereich relativiert: der Geltungsbereich der archaischen Weltsicht wurde durch die „Internalisierung der metaphysischen Welt“ geschmälert (Obrist bezeichnet diese Internalisierung auch bildhaft als „Hereinklappen der metaphysischen Welt“), der Geltungsbereich des Positivismus hingegen wurde erweitert. Das Ergebnis dieses Vorganges nennt Obrist die „Neue Weltsicht“. Obrists Theorie ergibt somit die Abfolge: archaische Weltsicht; Positivismus als Absetzbewegung von dieser archaischen Weltsicht; Integration der beiden Weltsichten zu einer „neuen Weltsicht“ auf höherem Niveau.
Evolutionsschritte des Bewusstseins vollziehen sich über lange Zeiträume hinweg. Der Evolutionsschritt, der von der Trennung von irdischer/überirdischer Welt bis zur Gegensatzspannung von Glaube und Wissenschaft am Ende des 19. Jahrhunderts führte, dauerte, wenn man von 1500 bis 1900 rechnet, im Minimum 400 Jahre. Der Prozess, bei dem sich aus der Integration der beiden gegensätzlichen Weltsichten eine neue einheitliche Weltsicht ergibt bzw. noch ergeben wird, wird ebenfalls einen längeren Zeitraum in Anspruch nehmen. Das bedeutet: der Prozess ist nicht abgeschlossen, die heutige Menschheit befindet sich mitten in diesem Prozess.

### An der Schwelle zu einem neuen Zeitalter
In der „Neuen Weltsicht“ sieht die Vorstellung des Geistigen nach Obrist so aus, dass die Menschheit wieder zu einem unistischen Weltbild zurückkehrt, bei dem „das Geistige“ nicht mehr konkretistisch in Form von „jenseitigen, geistigen Wesen“ aufgefasst wird, sondern die Wirklichkeit wird als an sich einheitliche Erfahrungswirklichkeit angesehen, die zwei Seiten hat, eine geistige (Geist-Aspekt) und eine materielle. Obrist geht aus von der Definition der Materie als „geformte Energie“. Diese Definition enthält zwei Aussagen: zum einen die Aussage, dass Materie aus Energie „besteht“, zum anderen die Aussage, dass die Energie in einem Gebilde auf bestimmte Weise „geformt“, d. h. angeordnet oder gestaltet ist. Daraus leitet Obrist ab: das, was in einem Gebilde angeordnet ist, ist dessen materieller Aspekt. Betrachtet man jedoch, wie dieses Was angeordnet ist, dann enthüllt sich uns dessen geistiger Aspekt (Geist-Aspekt). Als Unterscheidungsmerkmal dient Obrist der Energie-Begriff. Obrist definiert Energie (u. a.) so: Energie hat die Tendenz, in die Senke zu fallen, d. h. an Intensität abzunehmen. Alles, was mit dem Energie-Begriff erklärt werden kann, fällt unter den materiellen Aspekt, alles, was mit dem Energie-Begriff nicht erklärt werden kann, unter den geistigen. Die Aufgabe besteht demnach darin, den Ablauf der Evolution durchzumustern und dabei auf jeder Stufe der Evolution bei jedem Sachverhalt den Geist-Aspekt vom materiellen Aspekt abzuscheiden. Als Ergebnis identifiziert Obrist eine Reihe von Begriffen, die nicht mit dem Energie-Begriff erklärt werden können und demnach dem Geist-Aspekt zuzuordnen sind, z. B.: Ganzheit, Komplexität, System, Form, Prozess, Information, Innerlichkeit, Kommunikation, Verhalten, u. a.
Aus diesem Gedankengang ergibt sich die Ansicht von Willy Obrist, dass der Geist nicht erst mit dem Gehirn des Menschen in die Welt kam, sondern dass sich mit dem Geist des Menschen etwas realisierte, was bereits vorher in einem viel umfassenderen Sinn vorhanden war bzw. umgekehrt: der Geist des Menschen ist nur ein Abklatsch des objektiv Geistigen. Über die Frage, um was es sich bei diesem „Geistigen“ letztlich handelt, muss sich Obrist notgedrungener Weise ausschweigen. Er spricht vage von einer Art Kreativität, von „etwas Dynamischen, das den Werdeprozess vorantreibt“.

### Die Evolution verlief nicht auf der ganzen Welt gleichmässig
Die Evolution des Bewusstseins verlief nach Obrist nicht weltweit gleichmässig, sondern auf vier Hauptachsen: dem mesoamerikanischen Raum, dem indischen Raum, dem chinesisch-ostasiatischen Raum und „bei uns“, das heisst beginnend in Mesopotamien und Ägypten, über den Mittelmeerraum und zuletzt nördlich der Alpen. Rund um diese zentralen Achsen liegt dann noch eine horizontale Staffelung vor: je weiter entfernt von den Brennpunkten der Bewusstseins-Evolution, desto „rückständiger“. Der Vorteil daran ist nach Obrist, dass in jenen peripheren Bereichen noch in jüngerer Zeit von Ethnographen in vivo Material gesammelt werden konnte, in dem sich frühere Phasen der Bewusstseins-Evolution ausdrücken (die dort lebenden Menschen sind sozusagen „wandelnde Fossilien“).

## Stufen der Bewusstseins-Evolution
Die Stufen der Bewusstseins-Evolution spiegeln sich im Wandel des Gottesbildes.

### Der Wandel des Gottesbilds
Überblickt man den gesamten Prozess der Bewusstseinsevolution, so ging die Entwicklung vom distanzlosen Eingebunden- und Ausgeliefertsein an die „Mächte“ um den Menschen (Partizipationserleben) zur immer weiteren Distanzierung von ihnen (Bewusstwerdung). Die Evolution geht dahin, dass das Ich-Bewusstsein zunimmt, die Partizipationsvorstellung dagegen abnimmt.
In der Anfangszeit erkannte der Mensch numinose Mächte in den Dingen (Animismus: Heerscharen von Geistern), diese Geister erlebte der archaische Mensch echt und konkret (konkretistisch), weshalb er sich mit ihnen kultisch beschwörend auseinandersetzte (Magie, Ritus, Opfer). Im Fortgang der Evolution hoben sich die guten Geister in den Himmel hinauf,
während die bösen unter den Boden (in die Hölle) wanderten, den Kontakt mit dem Menschen aber weiterhin pflegten
(Einwirkungen, Offenbarungen, Inkarnationen). Das „Hochschieben des Himmels“ zeigt sich darin, dass die Götter zunächst in der Natur um uns sind, dann auf dem Olymp bzw. im Himmel, anschließend werden sie stetig der Stofflichkeit entkleidet, was schließlich zum abstrakten Gottesbegriff der Neuzeit führt. Im Positivismus wurde Gott von den „Intellektuellen“ in zunehmendem Maß für tot erklärt (im Gegensatz dazu versuchten v. a. die Höfe, die Religion zu fördern, „in der richtigen Erkenntnis, dass mit dem Glauben an Gott auch die Ehrfurcht vor denen, die ihre Macht ‚von Gottes Gnaden ableiten, dahinschwinden musste“). Die Einsicht, welche Bedeutung das Unbewusste besitzt (Intuition, Träume, Visionen), führte dazu, dass die ganze göttliche und teuflische Über- und Unterwelt als Projektion der Seele erkannt wurde (schon Feuerbach im 19. Jahrhundert, dann Freud/Jung um 1900). Durch diese Erkenntnis wurde die Projektion wieder in die Psyche zurückgenommen, gleichsam ins Innere „hereingeklappt“. Hans Küng widerlegt die Projektionstheorie (in Bezug auf Feuerbach) mit einem sehr einfachen Argument: „das Faktum der Projektion entscheidet doch keineswegs darüber, ob das Objekt, auf das es sich bezieht, existiert oder nicht existiert“. Mit anderen Worten: Die Gottesfrage ist unabhängig davon, ob der Mensch projiziert oder nicht. Aus dieser Sicht entpuppt sich die Projektionstheorie als ein Baustein auf der positivistischen Linie (Abbau der Jenseitsreligion). Sie liegt zeitlich vor der „Integration der Gegensätze“ und kann schon von daher nicht die Lösung sein. Die Projektionstheorie war auch nicht Obrists letztes Wort. Obrist sieht die Welt als eine in sich einheitliche Erfahrungswirklichkeit an, die zwei Seiten hat, eine materielle und eine geistige. Materie und Geist sind untrennbar zu einer Einheit verwoben. Der Geistaspekt der Natur wirkt nicht jenseits der Welt, sondern in dieser Welt. Der materielle Aspekt ist die eine Seite der Natur, der geistige Aspekt die andere, beide ergänzen einander. Es gibt keine Materie ohne Geist. Rückt man mit aller Vorsicht die geistige Seite der Wirklichkeit an den Begriff des Göttlichen heran, so ist beim „alten“ Obrist das Göttliche doch wieder irgendwie in der objektiven Realität verankert.
In der religiösen Frage unterscheidet Obrist zwischen Religion (theologisches System) und individueller Religiosität.
Auf der Ebene der individuellen Lebensführung zeichnet Obrist ein positives Bild des Menschen. Das „Ich“ wird vom „Selbst“, dem „inneren Meister“, geleitet. Das Selbst will nur das Gute für den Menschen, es will sich als der „gute Kern“ des Menschen verwirklichen. Das bewusste Ich soll sich nach dem Selbst richten. Religiosität bedeutet demnach Rückbindung des Ich an das Selbst. Verweigert dies das Ich, kann es zur Neurose kommen. Die Heilung besteht darin, sich dem Selbst als dem „inneren Meister“ unterzuordnen. Auf dem Gebiet der Religion bietet sich ein zwiespältiges Bild: einerseits massenhafte Kirchenaustritte, andererseits ein Millionenpublikum auf Kirchentagen. Obrists Prognose vom „Absterben der Religion“, dass Religion als theologisches System durch die Bewusstseins-Evolution überholt sei, erscheint heute als verfrüht, „erleben wir doch auch in westlichen Ländern eine heftige dialektische Reaktion, nicht nur durch den Islam, sondern auch durch das Christentum, das in Ländern wie Polen oder Russland, die Jahrzehnte atheistischer Erziehung hinter sich haben, in aggressiv fundamentalistischer Form und teilweise staatlich unterstützt wiederersteht (Verfolgung von Homosexuellen in Russland, Anschläge auf Abtreibungs-Kliniken in den USA, alles mit biblischer Motivierung)“

### Ein Mass zur Bestimmung der Evolutionshöhe
Aus der Abfolge der Weltbilder, die eine Höherentwicklung darstellt, ergibt sich ein Mass zur Bestimmung der Evolutionshöhe. Die Entwicklung ging nach Obrist, wie an seiner Auffassung vom „Geistigen“ ablesbar, vom Konkreten zum Abstrakten (das ist selbstverständlich keine singuläre Erkenntnis von Willy Obrist, sondern allgemeiner Konsens, vgl. z. B. den berühmten Ausdruck von Max Weber von der „Entzauberung der Welt“): je konkreter etwas Geistiges (z. B. eine religiöse Vorstellung) vorgestellt wird (Personalismus: agierende Personen/Wesen; Konkretismus: Dinghaftigkeit; Körperlichkeit), desto weiter unten auf der Evolutionsskala ist es anzusiedeln, je abstrakter etwas Geistiges vorgestellt wird, desto „weiter oben“ auf der Evolutionsskala ist es anzusiedeln. Zur Illustration: in der nordischen Mythologie gibt es den Weltentstehungsmythos vom Riesen Ymir: die Erde wird aus Ymirs Fleisch geschaffen, das Meer aus seinem Blut, die Berge aus seinen Knochen, die Bäume aus seinen Haaren, das Himmelsdach aus seinem Schädel. Dieser Weltentstehungs-Mythos wurde aus der mythischen (archaischen) Weltsicht heraus formuliert. Demgegenüber steht z. B. die heutige Urknall-Theorie: Sie ist eine Weltentstehungs-Theorie und wurde aus der heutigen erfahrungswissenschaftlichen Weltsicht heraus formuliert. Den Abstraktionsprozess sieht man schon daran, dass die Urknall-Theorie kein verbal formulierter Mythos ist, sondern eine mathematische Theorie, die sozusagen erst verbalisiert wurde, nachdem sie mathematisch abgesichert war.

## Rezeption
Der Mittelalter-Historiker Peter Dinzelbacher untersucht am Ende seines Buchs „Das fremde Mittelalter“ (2006), inwieweit man Forschungsergebnisse aus den Disziplinen der Völkerkunde, Volkskunde und Psychologie für die historische Anthropologie nutzbar machen könnte, und kommt dabei bezüglich der Sparte der Psychologie auf Obrist zu sprechen: ‚Ganz generell grundlegend für das Verständnis der Mentalitätsentwicklung des europäischen Menschen scheinen mir die Arbeiten von Willy Obrist zu sein, der, von der Jungschen Tiefenpsychologie her kommend, die „Mutation des Bewusstseins, vom archaischen zum heutigen Selbst- und Weltverständnis“‘ einsichtig dargestellt hat."